# Gambrinus liga 2007/2008
Sezóna 2007/08 Gambrinus ligy byla 15. sezónou v samostatné české lize.

## Tabulka
| Poř. | Tým                        | Z  | V  | R  | P  | VG | OG | B  |
| ---- | -------------------------- | -- | -- | -- | -- | -- | -- | -- |
| 1.   | SK Slavia Praha            | 30 | 17 | 9  | 4  | 45 | 24 | 60 |
| 2.   | AC Sparta Praha (C)        | 30 | 17 | 6  | 7  | 53 | 26 | 57 |
| 3.   | FC Baník Ostrava           | 30 | 15 | 10 | 5  | 51 | 28 | 55 |
| 4.   | 1. FC Brno                 | 30 | 16 | 7  | 7  | 43 | 32 | 55 |
| 5.   | FK Teplice                 | 30 | 16 | 5  | 9  | 40 | 27 | 53 |
| 6.   | FC Slovan Liberec (P)      | 30 | 12 | 8  | 10 | 35 | 31 | 44 |
| 7.   | FK Mladá Boleslav          | 30 | 11 | 9  | 10 | 37 | 36 | 42 |
| 8.   | FC Tescoma Zlín            | 30 | 10 | 8  | 12 | 28 | 31 | 38 |
| 9.   | FC Viktoria Plzeň          | 30 | 10 | 8  | 12 | 32 | 37 | 38 |
| 10.  | FK Viktoria Žižkov (N)     | 30 | 10 | 7  | 13 | 35 | 48 | 37 |
| 11.  | SK Sigma Olomouc           | 30 | 8  | 12 | 10 | 20 | 26 | 36 |
| 12.  | FK Jablonec 97             | 30 | 8  | 9  | 13 | 24 | 32 | 33 |
| 13.  | SK Dynamo České Budějovice | 30 | 8  | 8  | 14 | 27 | 35 | 32 |
| 14.  | SK Kladno                  | 30 | 6  | 9  | 15 | 31 | 45 | 27 |
| 15.  | Bohemians 1905 (N)         | 30 | 5  | 11 | 14 | 24 | 40 | 26 |
| 16.  | FK SIAD Most               | 30 | 4  | 8  | 18 | 31 | 58 | 20 |

- N = nováček (minulou sezónu hrál nižší soutěž a postoupil); C = obhájce titulu; P = vítěz českého poháru

|  | Postup do 3. předkola Ligy mistrů 2008/09 |
|  | Postup do 2. předkola Ligy mistrů 2008/09 |
|  | Postup do 1. kola Poháru UEFA 2008/09     |
|  | Postup do 2. předkola Poháru UEFA 2008/09 |
|  | Postup do Poháru Intertoto 2008           |
|  | Sestup do 2. ligy 2008/09                 |

## Výsledky
|                            | BOH | BRN | ČBU | JAB | KLA | LIB | MBO | MOS | OLO | OST | PLZ | SLA | SPA | TEP | ZLÍ | ŽIŽ |
| -------------------------- | --- | --- | --- | --- | --- | --- | --- | --- | --- | --- | --- | --- | --- | --- | --- | --- |
| Bohemians Praha 1905       | XXX | 3:1 | 0:2 | 1:1 | 1:1 | 1:0 | 1:1 | 1:0 | 0:0 | 0:2 | 2:2 | 2:0 | 0:0 | 0:2 | 1:2 | 2:2 |
| 1. FC Brno                 | 2:0 | XXX | 2:1 | 2:1 | 0:0 | 2:0 | 0:3 | 2:1 | 1:0 | 0:0 | 0:1 | 2:1 | 4:2 | 2:2 | 0:0 | 3:1 |
| SK Dynamo České Budějovice | 2:0 | 0:3 | XXX | 0:0 | 0:2 | 2:0 | 2:2 | 1:0 | 2:0 | 3:0 | 1:1 | 1:2 | 1:1 | 1:0 | 1:0 | 1:1 |
| FK Jablonec 97             | 0:0 | 2:0 | 1:0 | XXX | 1:0 | 1:2 | 1:1 | 1:0 | 2:0 | 1:1 | 0:1 | 0:1 | 0:2 | 1:0 | 0:3 | 3:0 |
| SK Kladno                  | 2:1 | 1:2 | 5:1 | 1:1 | XXX | 1:3 | 0:1 | 1:1 | 1:0 | 3:0 | 1:2 | 0:1 | 0:1 | 0:2 | 2:2 | 3:2 |
| FC Slovan Liberec          | 0:0 | 1:1 | 0:0 | 2:1 | 1:1 | XXX | 1:2 | 2:1 | 2:1 | 1:1 | 2:0 | 1:1 | 4:3 | 4:0 | 0:1 | 2:2 |
| FK Mladá Boleslav          | 2:0 | 1:3 | 2:1 | 1:1 | 2:1 | 0:2 | XXX | 1:1 | 1:1 | 3:1 | 3:0 | 0:2 | 1:4 | 1:1 | 0:1 | 0:1 |
| FK SIAD Most               | 2:4 | 2:2 | 3:1 | 2:1 | 2:2 | 0:1 | 2:1 | XXX | 1:1 | 0:2 | 1:1 | 2:3 | 0:5 | 2:3 | 0:1 | 1:0 |
| SK Sigma Olomouc           | 1:1 | 1:1 | 1:0 | 1:1 | 1:1 | 1:0 | 1:0 | 2:2 | XXX | 1:0 | 1:0 | 1:3 | 0:0 | 1:0 | 0:1 | 2:0 |
| FC Baník Ostrava           | 2:0 | 2:1 | 2:0 | 3:0 | 4:1 | 3:1 | 3:3 | 5:2 | 0:1 | XXX | 2:0 | 2:2 | 0:0 | 0:0 | 2:1 | 3:0 |
| FC Viktoria Plzeň          | 2:0 | 2:0 | 1:1 | 2:0 | 1:2 | 0:1 | 2:0 | 6:2 | 2:0 | 0:4 | XXX | 0:0 | 0:0 | 0:2 | 1:1 | 3:1 |
| SK Slavia Praha            | 2:1 | 1:0 | 1:0 | 2:2 | 2:0 | 1:0 | 1:1 | 2:0 | 0:0 | 0:0 | 3:0 | XXX | 1:1 | 1:0 | 7:1 | 0:3 |
| AC Sparta Praha            | 3:1 | 0:2 | 1:0 | 1:0 | 4:1 | 1:0 | 0:1 | 3:0 | 1:0 | 1:2 | 3:1 | 0:2 | XXX | 1:0 | 2:1 | 6:1 |
| FK Teplice                 | 2:0 | 0:1 | 4:2 | 1:0 | 1:0 | 2:0 | 0:2 | 1:0 | 1:1 | 1:1 | 1:0 | 3:1 | 2:1 | XXX | 2:1 | 4:1 |
| FC Tescoma Zlín            | 0:0 | 0:1 | 1:0 | 0:1 | 4:0 | 0:1 | 0:1 | 1:1 | 0:0 | 2:2 | 3:1 | 0:0 | 0:2 | 1:0 | XXX | 0:1 |
| FK Viktoria Žižkov         | 2:1 | 3:4 | 2:0 | 2:0 | 1:0 | 1:1 | 1:0 | 1:0 | 2:0 | 0:2 | 3:1 | 1:1 | 1:4 | 1:2 | 2:0 | XXX |

## Souhrn
Postupujícími z druhé ligy z předchozí sezóny se stala pražská mužstva Viktoria Žižkov a Bohemians 1905, které nahradily sestoupivší Přibram a 1. FC Slovácko, se získáním prvoligové licence mělo problémy Kladno, nakonec ji však získalo.
Před sezónou se do české ligy vrátilo ze zahraničí několik zkušených hráčů, Tomáš Došek do Brna, Radek Bejbl, Jan Nezmar a Adam Petrouš do Liberce, Václav Svěrkoš a René Bolf do Baníku Ostrava a především Vladimír Šmicer do Slavie. Jako obvykle hodně nových hráčů získala Sparta, proti minulým rokům nezvykle mnoho také Slavia, včetně mladého francouzského Tunisana Tijani Belaida z PSV nebo nejlepšího střelce sezóny 2005/06 Milana Ivany. S neobvyklým kádrem, který z poloviny tvořili cizinci, vstoupil do ligy Most.
Celkem devět klubů vyměnilo před sezónou trenéra, mezi nejvýraznější změny na tomto postu patří odchody Vítězslava Lavičky z Liberce a Dušana Uhrina ml. z Mladé Boleslavi, přechod Petra Rady z FK Jablonec 97, kde v minulé sezóně vybojoval účast v Poháru UEFA a příchody Petra Uličného do Brna a Stanislava Grigy na Žižkov, kde nahradil Vladimíra Skalbu, který přestože s týmem v předchozí sezóně vyhrál 2. ligu, přešel na pozici asistenta.
Mezi kandidáty na titul patřily před sezónou kromě Sparty a Slavie také Baník, který posílil, a Brno, které vyhlásilo jasný cíl skončit do třetího místa, a tedy si zajistit místo v evropském poháru. Naopak menší šance, než v předchozích letech, se dávaly Liberci a Mladé Boleslavi, které vyměnily úspěšné trenéry. Naopak na sestup byly tipovány týmy Mostu s mnohonárodnostním týmem, Kladna, které mělo problémy se získáním licence už před sezónou, Zlína, kde odešlo několik hráčů, a nováčka Bohemians.
1. kolo
Šlágrem prvního kola byl zápas dvou posledních mistrů, Sparty a Liberec, který po jednoznačném průběhu vyhrála Sparta. Zvítězit se podařilo také Baníku na hřišti Bohemians, utkání se navzdory obavám obešlo bez problému s fanoušky. Vyhrála také Slavia v Jablonci, se kterým se jí v předchozích letech nedařilo. Naopak zvítězit se proti očekávání nepodařilo Brnu doma se Zlínem ani Mladé Boleslavi, která prohrála doma s nováčkem ze Žižkova.
2. kolo
Ve druhém kole se Spartě nepodařilo vstřelit gól v Plzni, která hrála přes půl hodiny o deseti, a pražský celek tak ztratil první dva body. Naopak sedm gólů padlo v zápase Baníku s Mostem, ve kterém Ostrava vyhrála 5:2 třemi góly z posledních 10 minut, přestože v zápase dvakrát prohrávala. V tomto zápase byli vyloučeni tři hráči a Martina Lukeše z Baníku utrpěné zranění na půl roku vyřadilo ze hry (jako náhradu si Baník přivedl ze sestoupivší Příbrami zkušeného záložníka Rudolfa Otepku). Vedení Mostu posléze podalo stížnost na výkon rozhodčího, který svaz zamítl, a stěžovalo si na rasistické pokřiky fanoušků Baníku na hráče Mostu, ti tvrdili, že pískání způsobili sami mostečtí hráči svým zdržovacím způsobem hry a pískalo se bez ohledu na barvu pleti. Mladá Boleslav nedokázala bodovat ani v Olomouci, a tak zůstala po dvou kolech bez bodu. Zopakovat vítězství z prvního kola se nepovedlo Žižkovu, který prohrál doma s Brnem 3:4. Naopak se to podařilo Slavii, která porazila doma Kladno, a Teplicím, které zvítězily s Jabloncem. Gól nedokázal doma proti Bohemians přes několik nastřelených tyčí vsítit Liberec, a zůstal tak po dvou kolech, stejně jako jeho soupeř, s jediným bodem. Po druhém kole odešel ze Sparty do německého Wolfsburgu obránce a kapitán českého mužstva na mistrovství světa „dvacítek“ Jan Šimůnek za cca 150 miliónů korun, a stal se tak jedním z nejdražších hráčů, kteří odešli z české ligy.
3. kolo
I ve třetím zápase dokázal vyhrát Baník Ostrava, když porazil doma Liberec, který zůstal s jediným bodem. Potřetí vyhrát se podařilo také Teplicím a Slavii, které vyhrály v Mostě, resp. Českých Budějovicích. Zvítězit přes nevýrazný výkon dokázala také Sparta doma se Zlínem. První body získalo ve třetím kole Kladno za domácí výhru nad Žižkovem. Ani ve druhém domácím zápase naopak nezvítězilo Brno a prohrálo 0:1 s Plzní. Zápas mezi Bohemians a Olomoucí skončil bez branek, přestože Olomouc vstřelila v poslední minutě gól, který však nebyl uznán pro údajný ofsajd, remízou skončil také zápas Jablonce s Mladou Boleslaví, týmů, které oba první zápasy prohrály.
4. kolo
První pražské derby v sezóně vyhrála ve čtvrtém kole Sparta na Žižkově snadno 1:4, hrozilo však, že bude utkání předčasně ukončeno kvůli chování sparťanského kotle. I počtvrté v sezóně se podařilo vyhrát Slavii, která doma porazila Brno, a Teplicím s Libercem, který zůstal s bodem na posledním místě. Naopak to nedokázal Baník, který remizoval ve Zlíně. První výhru v sezóně získala Mladá Boleslav doma s Kladnem. Ani ve 4. zápase nedokázali vstřelit gól Bohemians, když prohráli v Plzni, čisté konto udržel doma i Jablonec, který porazil České Budějovice. Prvním odvolaným trenérem tohoto ročníku se po 4. kole stal František Cipro z Českých Budějovic, kterého nahradil František Straka.
5. kolo
V pátém kole zvítězily doma Baník s Plzní a Sparta s Olomoucí, stejně jako Slavia v Mostě. Vyhrát venku po 40 zápasech a 3 letech dokázal Zlín v Liberci, který tak zůstal s jedním bodem poslední. Remízami skončily zápasy Kladna s Jabloncem a Českých Budějovic s Mladou Boleslaví. Bohemians dali v pátém zápase první gól a v druhém pražském derby remizovali s Žižkovem. Zápas mezi Brnem a Teplicemi byl kvůli smrti bývalého teplického trenéra Marečka na rakovinu odložen. Dalším odvolaným koučem se stal mladoboleslavský Luděk Zajíc, kterého ve funkci nahradil Zdeněk Ščasný.
6. kolo
V šestém kole se uskutečnily dva zápasy týmů z vrcholu tabulky: Slavia doma remizovala bez branek s Baníkem a Teplice porazily Spartu. Na konci tohoto zápasu byl po sérii sporných výroků rozhodčího, s nimiž nesouhlasil, vykázán na tribunu trenér Sparty Michal Bílek, následovala strkanice, při níž druhou žlutou kartu dostal Tomáš Řepka, který posléze napadl kameramana České televize, rovnou červenou kartu Martin Abraham a vykázán byl asistent trenéra Sparty Horst Siegl. Následujícího dne dostali Řepka, Abraham i Siegl od klubu, který se za incident omluvil České televizi, pokuty. Kladno dále deklasovalo České Budějovice 5:1 a Jablonec remizoval s Bohemians bez branek. Výsledkem 1:1 skončily zbývající zápasy kola, tj. Plzeň se Zlínem, Mladá Boleslav s Mostem, Olomouc s Brnem a Žižkov s Libercem, který zůstal na posledním místě s dvěma body.
V odloženém zápase 5. kola Teplice poprvé ztratily body, když remizovaly v Brně 2:2 poté, co již prohrávaly 0:2.
7. kolo
Po sedmém kole nezůstal žádný tým bez porážky, protože prohrály jak Teplice ve Zlíně, který se překvapivě nadále držel v tabulce nahoře, tak Baník s Olomoucí i Slavia na Bohemians, kteří naopak poprvé v sezóně vyhráli. Překvapivě prohrála doma i Sparta s Mladou Boleslaví. Pod novým trenérem Strakou znovu nedokázaly vyhrát České Budějovice, když remizovaly doma se Žižkovem. Poprvé vyhrál také Liberec, který porazil doma Plzeň, po sedmi zápasech se naopak stále nepodařilo vyhrát Mostu, když remizoval s Kladnem. První domácí vítězství v sezóně vybojovalo Brno doma s Jabloncem.
8. kolo
Teplice vyhrály s Plzní, Baník na Žižkově, Sparta po pěti letech v Jablonci a Slavia rozdrtila Zlín 7:1, a tak se čelo tabulky po osmém kole nezměnilo kromě prvního místa, kde Slavia nahradila díky lepšímu skóre Teplice. Poprvé pod trenérem Strakou vyhrály České Budějovice, a to proti Mostu, který naopak dosud nevyhrál. Brno vybojovalo vítězství na Kladně, Mladá Boleslav úspěšně navázala na vítězství na Spartě, když porazila Bohemians, naopak zopakovat minulé vítězství nedokázal Liberec, jenž prohrál v Olomouci.
9. kolo
V devátém kole se konalo derby Sparty se Slavií, které navštívilo 20 565 diváků a Slavia v něm zvítězila 2:0. Liberec remizoval 1:1 s Kladnem, což stálo místo jeho trenéra Michala Zacha, kterého nahradil Ladislav Škorpil. Zlín s Olomoucí sehrály bezbrankový zápas. Most porazil Jablonec, kde byl na pozici trenéra nahrazen Luboš Kozel Františkem Komňackým, a České Budějovice zdolaly Bohemians. Baník i Teplice hrály ve vzájemném zápase 0:0. Tři góly nastřílela Mladá Boleslav Brnu, a udržela si tak pátou příčku. Z dvou „Viktorek“ byla lepší ta plzeňská a vyhrála nad Žižkovem 3:1.
10. kolo
V desátém kola vyhrála vedoucí Slavia doma s Plzní, a upevnila si tak pozici v čele tabulky. Naopak druhé Teplice prohrály v Olomouci, třetí Baník remizoval v Jablonci a čtvrtá Sparta také jen remizovala v Českých Budějovicích. Poslední Žižkov porazil doma Zlín, stejně jako předposlední Liberec vyhrál na hřišti Mladé Boleslavi. Most remizoval s Brnem a Kladno porazilo Bohemians, kteří tak spadli na poslední místo tabulky.
11. kolo
Po jedenáctém kole se na čele tabulky snížil náskok Slavie, která remizovala v Liberci, protože druhé Teplice porazily doma Žižkov, stejně tak jako Sparta Kladno. Naopak Baník jenom remizoval s Mladou Boleslaví v zápase ovlivněném na obě strany rozhodčím Járou. Bohemians porazili doma Most, a odpoutali se tak ode dna tabulky, kam spadl právě Most. Zlín pokračoval v neúspěšné sérií domácí porážkou s Jabloncem, Plzeň naopak doma porazila Olomouc a Brno přehrálo České Budějovice.
12. kolo
Souboj první Slavie s druhými Teplicemi vyhrála ve dvanáctém kole jediným gólem Slavia, a tak se díky výhře 5:0 v Mostě a prohře Baníku v Českých Budějovicích na druhé místo dostala Sparta. Zlín vyhrál překvapivě v Mladé Boleslavi, Plzeň v Kladně a Žižkov s Olomoucí. Na páté místo vystoupalo Brno po domácí výhře nad Bohemians. Severočeské derby vyhrál v Jablonci hostující Liberec.
13. kolo
V třináctém kole si Sparta na domácím hřišti poradila s Bohemians 1905 3:1. Na duel přišlo 8 433 diváků. Olomouc s Jabloncem a Žižkov se Slavií remizovali 1:1. Ostrava doma porazila Brno 2:1. Liberec porazil Most v zápase, při kterém byly uděleny tři červené karty. Zlín doma nezaváhal a zdolal Kladno, Teplice si poradily s Českými Budějovicemi. A Plzeň vyhrála nad Mladou Boleslaví 2:0.
14. kolo
Slavia ve čtrnáctém kole remizovala venku s Olomoucí, ale Sparta toho k snížení náskoku nevyužila, jelikož prohrála v Brně 2:4. I další pražské kluby prohrály, Žižkov v Mostě a Bohemians 1905 se Zlínem. Kladno porazilo Baník, České Budějovice Liberec. Jablonec doma prohrál s Plzní. Boleslav hrála s Teplicemi smírně 1:1.
15. kolo
V patnáctém kole z osmi zápasů skončilo šest nerozhodně. Ostrava remizovala se Spartou, Liberec s Brnem, Zlín s Mostem, Plzeň s Budějovicemi, Sigma Olomouc s Kladnem a Slavia s Mladou Boleslaví. Jen Teplice doma přehrály Bohemians a Žižkov porazil Jablonec.
16. kolo
Poslední podzimní kolo nabídlo zápas často remízujících klubů – Mladé Boleslavi a Olomouce. Duel skončil jak jinak než remízou 1:1. Dále Ostrava porazila fotbalisty z Mostu, Bohemians vyhráli na Libercem, Budějovice zdolaly Zlín a Sparta vyhrála doma nad Plzní. Jablonec porazil Teplice, Brno Viktorku Žižkov a stále vedoucí Slavia si poradila s Kladnem.
17. kolo
Po zimní přestávce se soutěž zase naplno rozběhla 17. kolem. Mladá Boleslav opět remizovala, tentokrát s Jabloncem. Žižkov zvládl souboj týmů ze dna tabulky a porazil Kladno. Slavia na úvod porazila Budějovice, třetí tým ligy Teplice vyhrály nad Mostem. A Brno překvapivě snadno podlehlo Plzni 2:0.
18. kolo
V osmnáctém kole padlo na české poměry dost branek. Sparta deklasovala Žižkov 6:1 a Liberec porazil Teplice 4:0. Mladá Boleslav po osmi zápasech zvítězila, Kladno s ní prohrálo 0:1. Budějovice remizovaly s Jabloncem bez branek. Ostrava porazila Zlín 2:1. Bohemians 2:2 s Plzní. Most remizoval 1:1 s Olomoucí. První Slavia přišla v Brně o tři body, když vedla po Pudilově gólu, ale domácí dokázali zápas otočit a vyhráli 2:1.
19. kolo
Devatenácté kolo nepřineslo žádné výraznější překvapení, snad jen výhra Baníku 4:0 v Plzni by se za překvapivou brát dala. V dalších zápasech si Sparta remízou v Olomouci 0:0 zkomplikovala útok za honbou za titulem, naopak první Slavia odčinila porážku v Brně a porazila Most 2:0, první branku v lize si připsal francouzský záložník Mickaël Tavares. V pražském derby Žižkov doma porazil Bohemians 2:1, stejným výsledkem zdolala Boleslav Budějovice, Brno vyhrálo v Teplicích 1:0 a radovali se oba severočeští rivalové, Liberec zvítězil ve Zlíně 1:0, stejným rozdílem zdolal doma Jablonec tým z Kladna.
20. kolo
Ve dvacátém kole se hrálo hned několik šlágrů z čela tabulky. Sparta doma odčinila remízu v Olomouci, když porazila Teplice 1:0 a stáhla tak náskok vedoucí Slavie na dva body, když červenobílí hráli smírnou bitvu 2:2 s Baníkem, i přesto, že minutu před koncem vedli 2:1. Bohemians hráli doma nerozhodně 1:1 s Jabloncem a zkomplikovali si tak cestu za záchranou. Další remíza se zrodila v Českých Budějovicích, které hrály bezbrankově s Kladnem, Most doma porazil Mladou Boleslav 2:1, Brno zdolalo Olomouc 1:0 a Tescoma Zlín doma přesvědčivě porazila Plzeň 3:1. V posledním zápase v pohledném utkání Liberec doma remizoval s Žižkovem 2:2.
21. kolo
Jednadvacáté kolo dokázalo přinést drtivé vítězství Sparty 4:1 v Mladé Boleslavi, Slavia však doma porazila Bohemians a rozdíl mezi těmito pražskými rivaly tak stále zůstával dvoubodový. Teplice si napravily reputaci z posledních zápasů a porazily doma Zlín 2:1, Kladno hrálo další remízu, tentokrát doma s Mostem 1:1, Liberec vyhrál v Plzni 1:0 a potvrdil tak vzrůstající formu. Jeho severočeský konkurent z Jablonce doma porazil Brno 2:0, které nastoupilo už bez mladého záložníka Luboše Kaloudy, který přestoupil do CSKA Moskva. Viktorka Žižkov doma zdolala Budějovice 2:0, Baník Ostrava prohrál 0:1 v Olomouci a tak si pokazil cestu za vedoucími příčkami.
22. kolo
Dvacáté druhé kolo rozhodovalo tak trochu o tom, kdo bude bojovat o titul a z následujících utkání vzešlo, že s velkým náskokem na ostatní to bude pravé nefalšované derby mezi Slavií a Spartou. Fotbalisté z Letné doma porazili Jablonec 1:0, i když poněkud nepříliš kvalitním výkonem, Slavia zase na příšerném terénu ve Zlíně urvala tři body za totožné vítězství, tedy 1:0. Teplice si v Plzni poradily s místní Viktorií hladce 2:0 a Most si opět pomohl více k záchraně, když doma jednoznačně porazil Budějovice 3:1. Bohemians hráli doma další remízu 1:1, tentokrát s Mladou Boleslaví, Kladno opět remizovalo, v Brně hrálo 0:0. Baník Ostrava doma přesvědčivě porazil Žižkov 3:0 a Olomouc prohrála 1:2 v Liberci, když se popáté od svého zimního příchodu prosadil chorvatský ostrostřelec Andrej Kerić.
23. kolo
Ve třiadvacátém kole na řadu přicházelo derby slavných pražských "S". V samotném kole se však hrálo jako poslední, před ním vyhrál poprvé v historii české ligy Zlín v Olomouci, a to 1:0, a obě Viktorky hrály na Žižkově smírně 0:0. V pohledném utkání si Baník přijel pro remízu 1:1 do Teplic, do kritické situace se dostali Bohemians, kteří prohráli 2:0 v Českých Budějovicích, Jablonec doma porazil Most 1:0 a opět se blíže dostal k záchraně, Liberec posedmé na jaře neprohrál, když zvítězil 3:1 na Kladně a Mladá Boleslav stejným výsledkem doma prohrála s Brnem. Nejslavnější pražské derby hrané na Strahově skončilo remízou 1:1, více však zaujala červená karta domácího Davida Kalivody, kterou obdržel po druhé žluté kartě v 58. minutě. Zatímco první žlutou inkasoval za nemístné protesty u rozhodčího, druhou dostal za svlečení dresu při oslavě své branky na 1:0. Závěr utkání poté doprovázely výtržnosti fanoušků hostů i domácích, utkání muselo být několikrát přerušeno. Za hosty srovnával na 1:1 v 73. minutě Michal Kadlec.
24. kolo
Čtyřiadvacáté kolo výrazně zamíchalo kartami v boji o titul. Do čela ligy se poprvé v sezoně dostala díky lepšímu skóre Sparta po domácím vítězství nad Českými Budějovicemi a zaváhání Slavie v Plzni, která neproměnila dvě penalty a pouze remizovala 0:0. Libereckou sérii bez porážky ukončila Mladá Boleslav, která na stadionu U Nisy vyhrála 2:1. Ostrava doma přehrála Jablonec 3:0, dvakrát se trefil útočník Václav Svěrkoš. Zvítězil i další adept na evropské poháry – Brno doma s námahou porazilo Most, kdežto Teplice pouze remizovaly s Olomoucí 1:1. Stejným výsledkem skončil i zápas mezi Bohemians a Kladnem, mužstvy bojujícimi o záchranu. Zlín hrál doma s Viktorií Žižkov bez branek.
25. kolo
Ve dvacátém pátém kole se situace na čele tabulky nezměnila, Sparta zůstala v čele tabulky po výhře v Kladně 1:0. Stejným výsledkem porazila Slavia doma Liberec a byla tak za svým rivalem v tabulce pouze díky horšímu skóre. V klíčovém duelu v boji o záchranu prohrál Most doma s Bohemians 1905 2:4, když si dvě vlastní branky dal domácí golman Milan Švenger. V dalších zápasech vyhrála Olomouc nad Plzní 1:0 a Teplice zvítězily na Žižkově 2:1. Zlín šokoval vysokou výhrou v Jablonci 3:0. Brno zvítězilo v Č. Budějovicích 2:0 a Mladá Boleslav porazila doma Ostravu 3:1.
26. kolo
Šestadvacáté kolo přineslo radost pro Spartu, která lehce přehrála doma Most 3:0. Druhá Slavia totiž prohrála v Teplicích 1:3 a Sparta tak vedla čtyři kola před koncem ligy tabulku o tři body. Teplice tímto vítězstvím poskočily na třetí místo o dva body před Brno, které prohrálo v Ďolíčku s Bohemians 1905 3:1, a Ostravu, která porazila doma České Budějovice 2:0. Důležité body v boji o záchranu si připsalo Kladno vítězstvím v Plzni 2:1. Tento výsledek stál místo trenéra domácích Stanislava Levého, který byl v týdnu po zápase odvolán. V severočeském derby porazil Liberec doma Jablonec 2:1, Olomouc zvítězila nad Žižkovem 2:0 a Zlín podlehl doma Ml. Boleslavi 0:1.
27. kolo
I ve dvacátém sedmém kole pokračovala krize pražské Slavie, která doma podlehla Žižkovu 0:3. Sparta však nevyužila možnost odskočit svému rivalovi v tabulce na rozdíl šesti bodů a pouze remizovala v Ďolíčku s Bohemians 1905 0:0, tabulku tak vedla po tomto kole o čtyři body před Slavii. Prohrály také třetí Teplice – v Českých Budějovicích 0:1, díky bezbrankové remíze Brna s Ostravou se však udržely na třetí pozici o jeden bod před svými moravskými pronásledovateli. Na opačném konci tabulky prohrál poslední Most doma 0:1 s Libercem, Kladno remizovala se Zlínem 2:2 a Jablonec porazil Olomouc 2:0. Ve zbylém zápase porazila Mladá Boleslav lehce Plzeň 3:0.
28. kolo
Osmadvacáté kolo mohlo za jistých okolností už přinést radost z titulu pro Spartu – to kdyby porazila doma Brno a Slavia prohrála v Olomouci. Stal se však přesný opak. Sparta doma podlehla Brnu 0:2, když byl už ve druhé minutě zápasu vyloučen sparťanský stoper Tomáš Řepka poté, co hodil míč do obličeje útočníkovi Brna Aleši Bestovi. Slavia naopak zvítězila v Olomouci 3:1 a snížila tak náskok svého rivala na jediný bod. Na třetí místo se dostal Baník Ostrava po domácí výhře nad Kladnem 4:1, Teplice totiž podlehly doma Mladé Boleslavi 1:2 a spadly tak až na páté místo za čtvrté Brno. Most prohrál na Žižkově 0:1 a stal se prvním jistým sestupujícím. O udržení pak bojovali Kladno s Bohemians 1905 a druhý jmenovaný tým uhrál bezbrankovou remízu ve Zlíně. Plzeň porazila doma Jablonec 2:0 a Liberec remizoval s Č. Budějovicemi 0:0.
29. kolo
Také ve dvacátém devátém kole měla Sparta teoretickou možnost slavit mistrovský titul, ale opět by potřebovala prohru Slavie. Samotná Sparta však podlehla doma Baníku Ostrava 1:2. Vzhledem k vítězství Slavie v Mladé Boleslavi 2:0 se tak Sparta propadla na druhé místo o dva body za Slavii. Po zápase oznámil trenér Sparty Michal Bílek, že po sezóně skončí. Nakonec jej však vedení klubu odvolalo hned a zbylé dva zápasy Sparty (finále poháru ČMFS a poslední ligové kolo) vedl jako hlavní trenér tehdejší prezident klubu Jozef Chovanec. Brno porazilo doma Liberec 1:0 a zůstávalo tak na čtvrté pozici se stejným bodovým ziskem jako třetí Baník Ostrava. Páté Teplice v tomto kole porazily domácí Bohemians 1905 2:0. "Klokani" se tak propadli na patnáctou a tedy sestupovou příčku o bod za Kladno, které porazilo doma Olomouc 1:0. Jablonec porazil Žižkov 3:0, Č. Budějovice remizovaly s Plzní 1:1 a Most podlehl doma Zlínu 0:1.
30. kolo
Poslední kolo již další zvrat na čele tabulky nepřineslo a Slavia si mistrovský titul zajistila před vyprodaným novým stadionem v Edenu remízou s Jabloncem 2:2. Druhá Sparta podlehla Liberci 3:4. Třetí místo a tedy účast v poháru UEFA si zajistil Baník Ostrava vítězstvím nad Bohemians 1905 2:0, hosty tento výsledek naopak odsoudil k pádu do druhé ligy. Na čtvrtém místě skončilo Brno, které v posledním kole zvítězilo ve Zlíně 1:0. Páté Teplice porazily doma Kladno 1:0, hosté se i přes porážku udrželi v první lize. V ostatních zápasech Olomouc porazila Č. Budějovice 1:0, Žižkov Mladou Boleslav také 1:0 a Plzeň deklasovala Most 6:2.

## Střelci
| 15 | Václav Svěrkoš    | FC Baník Ostrava   |
| 12 | Miroslav Slepička | AC Sparta Praha    |
| 11 | Jan Rajnoch       | FK Mladá Boleslav  |
| 10 | Goce Toleski      | SK Slavia Praha    |
| 9  | Lukáš Magera      | FC Baník Ostrava   |
| 8  | Róbert Zeher      | FC Baník Ostrava   |
| 8  | Libor Žůrek       | FC Tescoma Zlín    |
| 8  | Tomáš Došek       | 1. FC Brno         |
| 7  | Martin Fenin      | FK Teplice         |
| 7  | Aleš Besta        | 1.FC Brno          |
| 7  | Adam Varadi       | FC Viktoria Plzeň  |
| 7  | Stanislav Vlček   | SK Slavia Praha    |
| 6  | Andrej Kerić      | FC Slovan Liberec  |
| 6  | Jiří Jeslínek     | AC Sparta Praha    |
| 6  | Petr Švancara     | FK Viktoria Žižkov |
| 6  | Daniel Pudil      | SK Slavia Praha    |
| 6  | Radim Holub       | FK Mladá Boleslav  |
| 6  | Michal Doležal    | FK Teplice         |
| 6  | Michal Ordoš      | SK Sigma Olomouc   |
| 6  | Jan Nezmar        | FC Slovan Liberec  |
| 6  | Marek Jarolím     | SK Slavia Praha    |
| 6  | Tomáš Došek       | 1. FC Brno         |

## Statistiky
- Celkem diváků: 1 237 288
- Průměr na zápas: 5 155 diváků
- Nejvyšší návštěva: 20 698 diváků, 30. kolo SK Slavia Praha – FK Jablonec 97
- Nejnižší návštěva: 1 050 diváků, 16. kolo FK Jablonec 97 – FK Teplice

## Zimní přestupy
Nejzajímavější zimní přestupy:
| Jméno hráče      | Z týmu            | Do týmu                 |
| Martin Fenin     | FK Teplice        | Eintracht Frankfurt     |
| Marek Matějovský | FK Mladá Boleslav | Reading FC              |
| Zdeněk Pospěch   | AC Sparta Praha   | FC København            |
| Mario Holek      | 1. FC Brno        | FK Dněpr Dněpropetrovsk |
| Martin Fillo     | FC Viktoria Plzeň | Viking FK               |
| Stanislav Vlček  | SK Slavia Praha   | RSC Anderlecht          |

## Soupisky mužstev
- V závorce za jménem je uveden počet utkání a branek, u brankářů ještě počet čistých kont

### SK Slavia Praha
Martin Vaniak (25/0/15),
Michal Vorel (6/0/2) –
Martin Abraham (12/2),
Tijani Belaid (15/4),
Jan Blažek (7/1),
Erich Brabec (24/1),
Jaroslav Černý (12/1),
František Dřížďal (17/1),
Gaúcho (4/1),
Theodor Gebre Selassie (9/0),
David Hubáček (25/0),
Milan Ivana (17/1),
Tomáš Jablonský (8/0),
Petr Janda (5/0),
Lukáš Jarolím (8/1),
David Kalivoda (18/2),
Matej Krajčík (25/0),
Martin Latka (12/0),
Tomáš Necid (3/0),
Daniel Pudil (21/6),
David Střihavka (7/1),
Marek Suchý (26/1),
Zdeněk Šenkeřík (22/3),
Vladimír Šmicer (12/2),
Ondřej Šourek (2/1),
Michal Švec (8/0),
Dušan Švento (6/0),
Mickaël Tavares (22/2),
Goce Toleski (12/3),
Stanislav Vlček (13/7),
Ladislav Volešák (17/3) –
trenér Karel Jarolím, asistenti Petr Vrabec, Luboš Přibyl a Pavel Řehák

### AC Sparta Praha
Tomáš Grigar (19/0/10),
Tomáš Poštulka (11/0/4) –
Martin Abraham (5/1),
Miloš Brezinský (11/0),
Libor Došek (20/8),
André Hainault (1/0),
Jan Holenda (7/2),
Pavel Horváth (24/4),
Luboš Hušek (16/0),
Jiří Jeslínek (7/1),
Michal Kadlec (29/3),
Karol Kisel (23/5),
Jiří Kladrubský (26/2),
Daniel Kolář (17/3),
Marek Kulič (26/2),
David Limberský (12/0),
Miroslav Matušovič (28/2),
Milan Petržela (1/0),
Zdeněk Pospěch (16/1),
Jan Rezek (11/1),
Tomáš Řepka (20/1),
Tomáš Sivok (14/1),
Miroslav Slepička (24/12),
Ludovic Sylvestre (6/0),
Jan Šimůnek (1/0),
Kamil Vacek (11/2),
Petr Vrabec (14/1),
Radoslav Zabavník (4/0),
Martin Zeman (8/1),
Igor Žofčák (5/0) –
trenér Michal Bílek (1.–29. kolo) a Jozef Chovanec (30. kolo), asistenti Zdenko Frťala, Horst Siegl a Jan Stejskal

### FC Baník Ostrava
Petr Vašek (30/0/13) –
René Bolf (12/1),
David Bystroň (28/4),
Petr Cigánek (13/0),
Petr Čoupek (20/0),
Ondřej Ficek (4/0),
Martin Lukeš (10/0),
Lukáš Magera (27/9),
Tomáš Marek (28/1),
František Metelka (19/2),
Tomáš Mičola (23/3),
Vladimír Mišinský (8/0),
Aleš Neuwirth (14/1),
Rudolf Otepka (26/1),
Petr Pavlík (3/0),
František Rajtoral (25/3),
Pavel Ricka (1/0),
Radim Řezník (25/0),
Václav Svěrkoš (24/15),
Dušan Tesařík (6/0),
Daniel Tchuř (21/1),
Petr Tomašák (1/0),
Adam Varadi (12/1),
Tomáš Vrťo (3/0),
Róbert Zeher (26/8) –
trenér Karel Večeřa, asistenti Karel Kula, Svatopluk Schäfer, Lukáš Vydra (1.–13. kolo) a Paolo Terziotti (14.–30. kolo)

### 1. FC Brno
Tomáš Bureš (5/0/3),
Martin Lejsal (25/0/7) –
Libor Baláž (9/1),
Aleš Besta (25/7),
Tomáš Došek (25/6),
Josef Dvorník (11/0),
Martin Hanák (4/0),
Mario Holek (14/1),
Luboš Kalouda (19/5),
Lukáš Kubáň (21/0),
Martin Kuncl (15/0),
Elton Santiago dos Santos Lira (5/1),
Lukáš Mareček (8/0),
Radek Mezlík (1/0),
Tomáš Okleštěk (8/0),
Milan Pacanda (10/3),
Petr Pavlík (30/2),
Tomáš Polách (26/3),
Patrik Siegl (29/0),
Pavel Simr (6/0),
Marek Střeštík (29/5),
Martin Švejnoha (20/1),
Jan Trousil (27/4),
Karel Večeřa (16/0),
Pavel Vrána (1/0),
René Wagner (19/3),
Martin Živný (7/0) –
trenér Petr Uličný, asistenti Miroslav Soukup, Karel Trnečka a Rostislav Horáček

### FK Teplice
Martin Slavík (30/0/10) –
Petr Benát (10/1),
Michal Doležal (30/6),
Martin Fenin (15/7),
Michal Gašparík (14/0),
Pavel Hašek (1/0),
Andrej Hesek (11/0),
Tomáš Jun (14/4),
Josef Kaufman (21/0),
Martin Klein (29/3),
Zdeněk Koukal (6/0),
Pavel Krmaš (1/0),
Karel Kroupa (9/1),
Admir Ljevaković (10/0),
Petr Lukáš (29/2),
Jakub Mareš (14/1),
Samir Merzić (24/0),
Antonín Rosa (22/1),
Jiří Sabou (22/2),
Michal Smejkal (10/3),
Petr Smíšek (20/4),
Jan Štohanzl (21/1),
Pavel Verbíř (29/4),
Vlastimil Vidlička (10/0),
Leandro Vieira (3/0) –
trenér Petr Rada, asistenti Zdeněk Klucký a Vladimír Počta

### FC Slovan Liberec
Zbyněk Hauzr (7/0/2),
Maksims Uvarenko (1/0/1),
Zdeněk Zlámal (23/0/5) –
Radek Bejbl (8/0),
Jiří Bílek (28/2),
Jan Blažek (6/3),
Vítězslav Brožík (3/0),
Radek Dejmek (1/0),
Robin Dejmek (4/0),
Bořek Dočkal (14/1),
Jakub Dohnálek (14/1),
Filip Dort (22/5),
Tomáš Frejlach (16/0),
Marcel Gecov (3/0),
Ivan Hodúr (15/1),
Radek Hochmeister (7/0),
Miroslav Holeňák (16/1),
Fernando Tobias de Carvalho Hudson (14/0),
Tomáš Janů (17/0),
Martin Jirouš (5/0),
Michal Jonáš (3/0),
Andrej Kerić (12/6),
Pavel Košťál (25/0),
Petr Krátký (4/0),
Diego Lattmann (3/0),
Jiří Liška (13/0),
Milan Matula (4/0),
Jan Nezmar (25/6),
Petr Papoušek (23/5),
Adam Petrouš (13/0),
Jan Polák (20/0),
Daniel Pudil (3/0),
Tomas Radzinevičius (9/1),
Ondřej Smetana (11/3),
Peter Šinglár (23/0),
Ján Vlasko (3/0) –
trenér Michal Zach (1.–9. kolo) a Ladislav Škorpil (10.–30. kolo), asistenti Josef Petřík, František Šturma (1.–16. kolo), Milan Veselý, Radim Nečas (6.–30. kolo) a Luboš Kozel (10.–30. kolo)

### FK Mladá Boleslav
Miroslav Miller (23/0/5),
Petr Pižanowski (6/0/1),
Jan Šeda (2/0/0) –
David Brunclík (7/0),
Jaroslav Dittrich (1/0),
George Ganugravu (2/0),
Ivan Hodúr (9/0),
Radim Holub (21/6),
Tomáš Hrdlička (20/1),
Václav Kalina (26/0),
Milan Kopic (23/1),
Jan Kysela (29/3),
Jiří Mašek (5/0),
Marek Matějovský (15/1),
Alexandre Mendy (24/1),
Lukáš Opiela (3/0),
Tomáš Poláček (24/0),
Václav Procházka (13/0),
Jan Rajnoch (29/11),
Adrian Rolko (24/2),
Jakub Řezníček (19/4),
Michal Sedláček (2/0),
Tomáš Sedláček (27/2),
Jiří Schubert (1/0),
František Ševinský (14/0),
Ivo Táborský (27/4),
David Vaněček (10/1),
Petr Voříšek (14/0) –
trenér Luděk Zajíc (1.–5. kolo), Zdeněk Ščasný (6.–21. kolo) a Karel Stanner (22.–30. kolo), asistenti Petr Čuhel (1.–21. kolo), Marek Juska (1.–16. kolo), Jiří Ryba (1.–21. kolo), Ladislav Maier (1.–14. kolo) a Josef Hloušek (22.–30. kolo)

### FC Tescoma Zlín
Vít Baránek (27/0/11),
Aleš Kořínek (3/0/1) –
Martin Bača (14/1),
Martin Bačík (2/0),
Gejza Baranyai (8/0),
Ondřej Čelůstka (2/0),
Tomáš Dujka (6/0),
Pavel Elšík (9/0),
Tomáš Gavlák (1/0),
Zdeněk Konečník (9/0),
Jan Kraus (19/0),
Zdeněk Kroča (29/1),
Vladimír Malár (25/2),
James McQuilkin (4/0),
Petr Musil (14/0),
Lukáš Opiela (12/1),
Bronislav Otruba (1/0),
Milan Pacanda (8/0),
Lukáš Pazdera (17/0),
Miloslav Penner (22/0),
David Šmahaj (28/4),
Vlastimil Vidlička (13/1),
Vít Vrtělka (17/0),
Martin Vyskočil (27/3),
Václav Zapletal (14/0),
Ivo Zbožínek (30/5),
Marek Zúbek (27/2),
Libor Žůrek (29/8) –
trenér Pavel Hoftych (15.–30. kolo), asistenti Marek Kalivoda a Ladislav Minář (17.–30. kolo)

### FC Viktoria Plzeň
Michal Daněk (15/0/6),
Ľuboš Ilizi (6/0/1),
Lukáš Krbeček (7/0/2),
Martin Ticháček (3/0/1) –
Tomáš Borek (18/1),
Vítězslav Brožík (9/0),
Martin Fillo (15/5),
Jan Halama (17/1),
Marek Jarolím (16/5),
Petr Knakal (11/0),
Tomáš Krbeček (24/0),
Jan Lecjaks (18/0),
Vladimír Malár (2/0),
Pavel Malcharek (27/0),
Martin Müller (7/0),
Jakub Navrátil (12/1),
Milan Petržela (10/2),
Václav Procházka (3/1),
Martin Psohlavec (23/3),
Tomáš Rada (26/0),
Paulo Da Silva Rodriguez (3/0),
Ferenc Róth (12/1),
Michal Smejkal (14/0),
Marek Smola (22/0),
Jakub Süsser (1/0),
Ludovic Sylvestre (14/3),
Petr Šíma (10/0),
Ondřej Šiml (2/0),
Jaroslav Šimr (1/0),
Zdeněk Šmejkal (11/1),
Petr Trapp (26/1),
Adam Varadi (11/6),
Ondřej Vrzal (10/0),
Jan Zakopal (8/0) –
trenér Stanislav Levý (1.–26. kolo) a Karel Krejčí (27.–30. kolo), asistenti Michal Petrouš, Pavel Průša a Zdeněk Bečka

### FK Viktoria Žižkov
Peter Bartalský (27/0/10),
Oldřich Pařízek (3/0/1) –
Marek Bažík (6/0),
Pavel Besta (22/0),
Lubomír Blaha (8/0),
Radek Bukač (18/3),
Róbert Demjan (9/1),
Milan Jambor (3/0),
Richard Kalod (24/5),
Zdeněk Koukal (11/1),
Michal Kropík (16/0),
Tomáš Kučera (17/1),
Ondřej Kušnír (26/4),
Branislav Labant (22/1),
Aldo Andres Mores (2/0),
Youssef Moughfire (23/2),
Jan Novotný (17/2),
Radek Pilař (7/0),
Jaroslav Procházka (2/0),
Tomáš Procházka (28/3),
Luděk Stracený (24/3),
Marcel Šťastný (24/1),
Petr Švancara (28/6),
Marcio Roberto da Silva Tinga (23/2),
Zengue Herve Xavier (15/0) –
trenér Stanislav Griga, asistenti Vladimír Skalba (1.–16. kolo), Milan Skokan, Karel Stromšík (1.–16. kolo) a Boris Kočí (17.–30. kolo)

### SK Sigma Olomouc
Petr Drobisz (30/0/12) –
Lukáš Bajer (26/4),
Dawid Banaczek (4/0),
Mariano Daniel Bueno (10/1),
Martin Čupr (1/0),
Lukáš Hartig (9/3),
Jakub Heidenreich (11/1),
Tomáš Hořava (8/0),
Michal Hubník (24/2),
Martin Hudec (23/2),
Tomáš Janotka (19/0),
Josef Jindřišek (24/0),
Dejan Jurkič (10/0),
Marek Kaščák (23/0),
Tomáš Kazár (21/2),
Zdeněk Klesnil (1/0),
Martin Knakal (7/0),
Martin Komárek (6/0),
Filip Lukšík (7/0),
Melinho (15/1),
Ladislav Onofrej (18/1),
Jakub Petr (5/0),
Martin Pulkert (5/0),
Tomáš Randa (20/1),
Daniel Silva Rossi (24/1),
Filip Rýdel (4/0),
Vojtěch Schulmeister (18/1),
Aleš Škerle (24/0),
Vojtěch Štěpán (2/0),
Darko Šuškavčević (20/0) –
trenér Martin Pulpit (1.–27. kolo) a Jiří Fryš (28.–30. kolo), asistent Jiří Fryš (1.–27. kolo) a Vítězslav Rejmon

### FK Jablonec 97
Michal Špit (30/0/10) –
Miroslav Baranek (24/2),
Pavel Eliáš (22/0),
Jan Flachbart (9/0),
Lukáš Fujerik (8/1),
Milan Fukal (20/1),
Josef Hamouz (26/1),
Anes Haurdić (2/0),
Adam Hloušek (18/0),
Jiří Homola (29/1),
Tomáš Huber (14/0),
Filip Klapka (24/0),
Michal Kordula (4/0),
Jiří Krejčí (14/2),
Jaroslav Laciga (2/0),
Luboš Loučka (14/0),
Jakub Mičkal (1/0),
Tomáš Michálek (12/1),
Tomáš Necid (13/5),
Dušan Nulíček (7/1),
Emil Rilke (10/0),
Vlastimil Stožický (5/0),
Pavol Straka (14/3),
Jan Svátek (14/3),
Vojtěch Štěpán (3/0),
Lukáš Vácha (10/0),
Jiří Valenta (23/1),
Petr Zábojník (22/1),
Luděk Zelenka (12/0),
Igor Žofčák (10/1) –
trenér Luboš Kozel (1.–9. kolo) a František Komňacký (10.–30. kolo), asistenti Martin Hřídel (1.–16. kolo), Jozef Weber a Radim Straka

### SK Dynamo České Budějovice
Zdeněk Křížek (4/0/1)
Pavel Kučera (26/0/10) –
Jiří Adamec (6/0),
Ondřej Bíro (3/0),
Jaroslav Černý (16/4),
Petr Dolejš (9/0),
Jaroslav Hílek (27/0),
David Homoláč (22/1),
David Horejš (27/4),
Jiří Hrbáč (1/0),
Tomáš Hunal (23/0),
Martin Jasanský (1/0),
Marek Jungr (6/0),
Martin Leština (9/0),
Michal Mašát (8/0),
Pavel Mezlík (12/0),
Václav Mrkvička (24/4),
Zdeněk Ondrášek (6/0),
Jiří Peroutka (19/1),
Roman Pivoňka (1/0),
Marek Plichta (12/0),
Jaromír Plocek (28/2),
Tomas Radzinevičius (15/4),
Augustinho Marques Renan (3/0),
Tomáš Stráský (17/1),
Jan Svátek (13/2),
Petr Šíma (11/0),
Michal Šmíd (12/0),
Vlastimil Švehla (1/0),
Martin Vozábal (26/3),
Karel Zelinka (1/0),
Michael Žižka (24/0) –
trenér František Cipro (1.–4. kolo) a František Straka (5.–30. kolo), asistenti Jiří Jurásek, Pavol Švantner (1.–16. kolo) a Karel Vácha (17.–30. kolo)

### SK Kladno
Peter Kostolanský (3/0/0),
Roman Pavlík (27/0/4) –
Pavel Bartoš (22/5),
Vít Beneš (9/0),
David Brunclík (11/0),
Tomáš Cigánek (29/3),
Tomáš Čáp (20/1),
Bořek Dočkal (15/2),
Marian Farbík (14/0),
Marcel Gecov (9/1),
Patrik Gross (20/0),
David Hlava (1/0),
Josef Hoffmann (8/0),
Radek Hochmeister (14/0),
Antonín Holub (3/0),
Tomáš Jablonský (14/0),
Jiří Jeslínek (15/5),
Lukáš Killar (28/1),
Tomáš Klinka (6/2),
Miloslav Kousal (7/0),
Jan Krob (11/1),
Karel Kroupa (13/1),
Ondřej Kúdela (10/1),
Jakub Rada (1/0),
Josef Semerák (12/1),
Ondřej Szabo (26/4),
Radek Šelicha (2/0),
Jaromír Šilhan (7/0),
Avdija Vršajević (18/1),
Michal Zachariáš (22/2),
Lukáš Zoubele (22/0) –
trenér Jaroslav Šilhavý, asistenti Václav Kotal, Stanislav Hejkal a Filip Toncar

### Bohemians Praha 1905
Radek Sňozík (26/1/8),
Lukáš Zich (5/0/0) –
Lukáš Adam (12/0),
Vladimír Bálek (8/0),
David Bartek (27/1),
Ivan Hašek (19/0),
Pavel Hašek (5/0),
Vlastimil Karal (5/0),
Martin Knakal (6/0),
Martin Kotyza (15/2),
Tomáš Kuchař (1/0),
Petr Kunášek (15/1),
Pavel Lukáš (19/1),
Lukáš Marek (23/0),
Lukáš Matůš (6/1),
Jan Moravec (17/0),
Marek Nikl (19/0),
Michal Ordoš (24/3),
Michal Pávek (5/0),
Michal Polodna (6/0),
Karel Rada (27/0),
Jan Rezek (10/2),
Jan Růžička (5/0),
Jiří Rychlík (10/0),
Dalibor Slezák (26/2),
Milan Škoda (24/4),
Michal Šmarda (27/0),
Vít Turtenwald (2/1),
Jiří Vágner (6/0) –
trenéři Václav Hradecký (1.–16. kolo), Zbyněk Busta (17.–24. kolo) a Michal Zach (25.–30. kolo), asistenti Zbyněk Busta (1.–16. kolo), Petr Kostelník a Michal Zach (14.–24. kolo)

### FK SIAD Most
Lupce Acevski (7/0/1),
Martin Svoboda (14/0/0),
Milan Švenger (9/0/0) –
Camargo da Silva Andrei (16/1),
Lubomir Bogdanov (28/1),
Mabiala Lombo Brandon (3/0),
Pavel Čermák (7/0),
Patrik Gedeon (13/0),
André Hainault (13/0),
Stanislav Hofmann (1/0),
Jan Holenda (8/0),
Stanislav Horský (1/0),
Pavel Hrešisko (2/0),
Ladislav Jamrich (14/0),
Jiří Jedinák (4/0),
Petr Johana (10/0),
Kevin Lafrance (1/0),
Petr Loos (19/1),
Alexandre Mendy (4/0),
Vincent Mendy (12/0),
Patrick Joseph Onyango Oboya (27/2),
Tomáš Pešír (11/1),
Peter Philipakos (1/0),
Tomáš Pilař (25/4),
Ondřej Prášil (20/1),
Jan Procházka (11/2),
Emil Rilke (11/0),
Ezequiel Horacio Rosendo (1/0),
Lukáš Schut (17/1),
Dave Simpson (4/0),
Vlastimil Stožický (11/1),
Jiří Studík (5/1),
Jiří Šisler (4/0),
Jaroslav Škoda (21/1),
Václav Štípek (5/0),
Goce Toleski (13/8),
Vitali Trubila (22/1),
Byron Webster (23/4) –
trenér Robert Žák, asistenti František Kopač a Martin Luger